# 인디고 항공
인디고 항공(영어: IndiGo, 힌디어: गोएर)는 인도의 저비용 항공사이며, 허브공항은 인디라 간디 국제공항, 켐페고우다 국제공항, 차트라파티 시바지 마하라지 국제공항, 네타지 수바스 찬드라 보스 국제공항, 첸나이 국제공항, 라지브 간디 국제공항, 사르다르 발라브하이 국제공항을 사용하고 있다.

## 역사
인디고 항공은 인터 글로벌 그룹에 의해 2006년에 설립했다. 같은 해 4월부터 운항이 시작했으며 인도에서 최고의 세 번째 항공사로 성장하게 되었다. 킹피셔 항공과 제트 에어웨이즈를 뒤를 이어 시장 점유율의 17.3%를 가지고 있으며 2007년에 항공기 15대를 도입했다. 2016년까지 224대의 항공기를 도입해 추가로 취항할 계획이다.

## 보유 기종

### 현재 보유 중인 기종
- 2020년 11월 기준으로 인디고 항공은 다음과 같은 기종을 보유하고 있다.

## 같이 보기
- 인도의 교통

## 사진

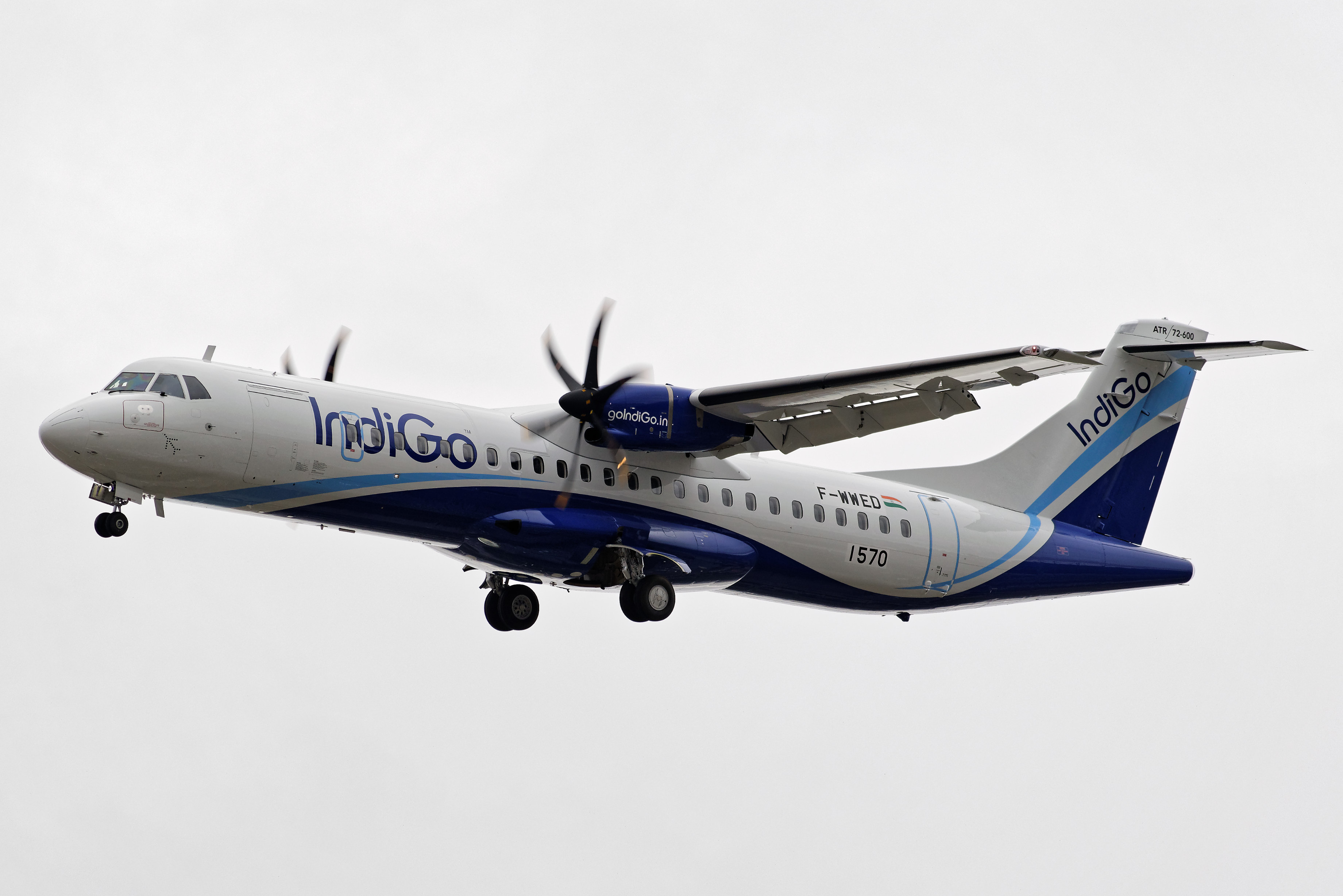
인디고 항공의 ATR 72-600
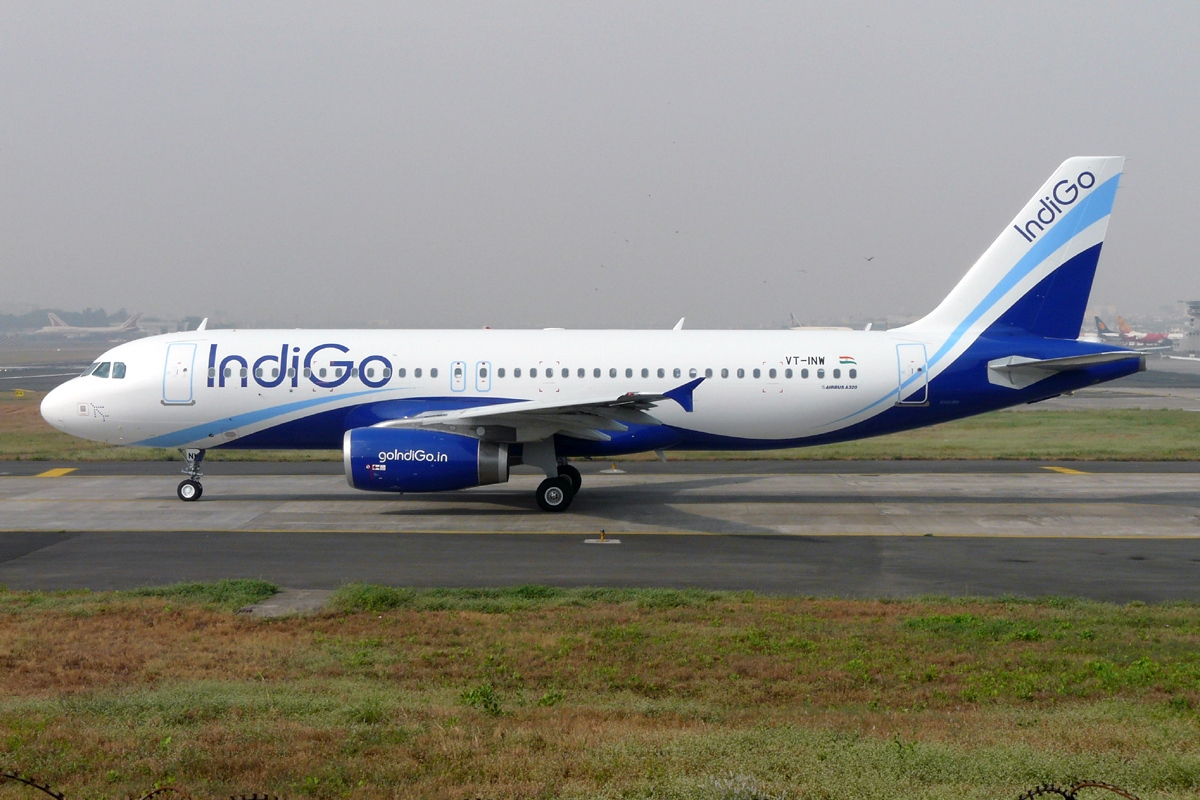
인디고 항공의 에어버스 A320-200